# Institut Montana Zugerberg
Institut Montana Zugerberg — международная школа-интернат в окрестностях города Цуг в кантоне Цуг, Швейцария.

## Месторасположение
Школа Institut Montana расположена поблизости от города Цуг в одноимённом кантоне Швейцарии, у подножия Альп между Цюрихом и Люцерном, примерно в 60 минутах езды от международного аэропорта Цюриха.

## История
Школа Institut Montana Zugerberg была открыта в 1926 году, в здании бывшей гостиницы Grand Hotel Schönfels, расположенного на высоте тысячи метров над уровнем моря, в 45 минутах езды от Цюриха. Основатель школы доктор Макс Хусман сформулировал основные принципы и цели обучения:
- индивидуальное развитие каждого ребёнка;
- создание условий для успешного взаимодействия детей разных культур и национальностей;
- воспитание в духе уважения к старшим.

## Учебная программа
Обучение в Institut Montana включает этап начальной школы (до 6-го класса включительно) и этап гимназии (с 7-го по 12-й класс). Преподавание в начальной школе ведётся на немецком и английском языках; учащиеся гимназии разделены на двуязычную швейцарскую секцию (преподавание на немецком и английском языках), одноязычную швейцарскую секцию (немецкий язык), одноязычную (английский язык) секцию, работающую по американской программе или по программе международного бакалавриата. По окончании гимназии выпускники получают в зависимости от выбранной программы обучения швейцарский аттестат зрелости (нем. Schweizer Matura, швейцарская секция), американский диплом о полном среднем образовании (American High School Diploma) или диплом IB (International Baccalaureate) — свидетельство об окончании предуниверситетской программы обучения.
Institut Montana предлагает широкий выбор академических программ, что позволяет учебному заведению принимать максимальное количество студентов. Занятия проводятся в небольших по численности классах. Иностранных студентов принимают в школу с 10 до 19 лет. Помимо образования, акцент делается на прививании учащимся таких традиционных ценностей, как готовность к восприятию нового, уважение к окружающим и личная ответственность.
В школе 300 (по данным на 2013 год) учеников (около 50 % состава из Швейцарии, остальные представляют около 30 разных стран мира), из них 60 % мальчиков и 40 % девочек. Большинство учеников (60 %) проживают в школьном интернате, а 40 % только посещают занятия. Стоимость обучения на полном пансионе — 50-60 тысяч швейцарских франков в год, плата за ученика, проживающего вне интерната, около 30 тысяч франков); в целом плата за обучение по сравнению с другими элитными школами-интернатами Швейцарии может считаться умеренной.

## Преподавательский состав
В Institut Montana преподают 47 учителей из 15 стран мира. Среди учителей — доктор философии В. Погоржельский (преподаватель истории из Германии). В среднем на каждых 5 учеников школы приходится один учитель.

## Воспитанники школы
- Джон Керри — сенатор, госсекретарь США, баллотировавщийся на пост президента США[1]
- Пьер Мирабо, президент Ассоциации Швейцарских Банкиров и основатель банка Мирабо (Mirabaud & Cie)
- Франсуа Лёб (нем. François Loeb), швейцарский предприниматель и депутат Национального совета, писатель
- Марк Форстер, писатель и режиссёр[6]
- Николас Хайек-младший, основатель компании «Swatch»